# Adesmus hipposiderus
Adesmus hipposiderus es una especie de escarabajo longicornio del género Adesmus, categorizada en la tribu Hemilophini, de la subfamilia Lamiinae. Fue descrita por Galileo & Martins en 2005.

## Descripción
Mide 9,7 mm de longitud.

## Distribución
Se distribuye por Costa Rica.